# 희수 (가수)
희수(본명: 전희수, 12월 18일~)은 대한민국의 가수다.

## 경력
- 그룹 '헤이걸스' 멤버

## 데뷔
- 2016년 헤이걸스 싱글 앨범 "놀자"